# Keramisk Forbund
Keramisk Forbund var et dansk fagforbund stiftet i 1897, og sammenlagt med SiD i 1988.

## Historie
Fagforbundet blev grundlagt af Albert Flodin, der 4. oktober 1905 blev anden formand, da Carl Sommer var formand fra grundlæggelsen. 1. januar 1988 blev fagforbundet sammenlagt med SiD.
Keramisk Forbunds feriehuse som medlemmerne kunne benyttet, blev 1. januar 1994 overført til den nystiftede Keramisk Feriefond.